# Кашт
45°41′ пн. ш. 15°21′ сх. д. / 45.69° пн. ш. 15.35° сх. д.
Кашт (хорв. Kašt) — населений пункт у Хорватії, у Карловацькій жупанії у складі міста Озаль.

## Населення
Населення за даними перепису 2011 року становило 45 осіб.
Динаміка чисельності населення поселення: